# Apartment Life
 (mars 2017).
Si vous disposez d'ouvrages ou d'articles de référence ou si vous connaissez des sites web de qualité traitant du thème abordé ici, merci de compléter l'article en donnant les références utiles à sa vérifiabilité et en les liant à la section « Notes et références ».
Albums de Ivy
Realistic
(1995) Long Distance
(2000)
Singles
1. The best thing
Sortie : 12 septembre 1997
2. I've got a feeling
Sortie : 7 octobre 1997
3. This is the day
Sortie : 29 avril 1999
4. You don't know anything
Sortie : 29 avril 1999

Apartment Life est le deuxième album studio du groupe indie pop américain Ivy, sorti en 1997.

## Présentation
L'album reçoit des critiques surtout positives lors de sa parution. Il est considéré comme l'album signature de Ivy, par plusieurs critiques musicaux modernes, qui l'estiment « sous-évalué » et « sous-apprécié »,.
Quatre singles sont extraits de l'album. Le principal I've got a feeling est un succès critique, mais ne réussit pas commercialement.
Cependant, le troisième single This is the day reçoit une attention importante après avoir figuré dans le film populaire Mary à tout prix (1998).

## Liste des titres
Toutes les chansons sont écrites et composées par Ivy, à l'exception de You don't know anything qui comprend des paroles supplémentaires de Chris Collingwood (en) et Back in our town avec des paroles supplémentaires de James Iha.
| 1.    | The best thing                 | Andy Chase, Adam Schlesinger                 | 3:43 |
| 2.    | I've got a feeling             | Chase, Schlesinger, Lloyd Cole, Peter Nashel | 3:24 |
| 3.    | This is the day                | Chase, Schlesinger                           | 3:33 |
| 4.    | Never do that again            | Chase, Schlesinger, Nashel                   | 3:36 |
| 5.    | I get the message              | Chase, Schlesinger                           | 3:14 |
| 6.    | Baker                          | Chase, Schlesinger                           | 4:03 |
| 7.    | You don't know anything        | Chase, Schlesinger, Nashel                   | 3:44 |
| 8.    | Ba, ba, ba                     | Chase, Schlesinger                           | 3:22 |
| 9.    | Get out of the city            | Chase, Schlesinger                           | 3:09 |
| 10.   | These are the things about you | Chase, Schlesinger                           | 3:02 |
| 11.   | Quick, painless and easy       | Chase, Schlesinger, Nashel                   | 4:13 |
| 12.   | Back in our town               | Chase, Schlesinger, Nashel                   | 4:40 |
| 43:42 |                                |                                              |      |

| Titres bonus - Réédition japonaise (29 avril 1999) | Titres bonus - Réédition japonaise (29 avril 1999) | Titres bonus - Réédition japonaise (29 avril 1999) | Titres bonus - Réédition japonaise (29 avril 1999) | Titres bonus - Réédition japonaise (29 avril 1999) | Titres bonus - Réédition japonaise (29 avril 1999) | Titres bonus - Réédition japonaise (29 avril 1999) | Titres bonus - Réédition japonaise (29 avril 1999) | Titres bonus - Réédition japonaise (29 avril 1999) | Titres bonus - Réédition japonaise (29 avril 1999) |
| No                                                 | Titre                                              | Producteur(s)                                      | Durée                                              |                                                    |                                                    |                                                    |                                                    |                                                    |                                                    |
| -------------------------------------------------- | -------------------------------------------------- | -------------------------------------------------- | -------------------------------------------------- | -------------------------------------------------- | -------------------------------------------------- | -------------------------------------------------- | -------------------------------------------------- | -------------------------------------------------- | -------------------------------------------------- |
| 13.                                                | Sleeping Late                                      | Chase, Schlesinger                                 | 2:30                                               |                                                    |                                                    |                                                    |                                                    |                                                    |                                                    |
| 14.                                                | Sweet Mary                                         | Chase, Schlesinger                                 | 3:14                                               |                                                    |                                                    |                                                    |                                                    |                                                    |                                                    |
| 50:14                                              |                                                    |                                                    |                                                    |                                                    |                                                    |                                                    |                                                    |                                                    |                                                    |